# Янне Лахті
Янне Лахті (фін. Janne Lahti; 20 липня 1982, м. Рійгімякі, Фінляндія) — фінський хокеїст, правий/лівий нападник. Виступає за «Лукко» у Лійга.
Вихованець хокейної школи «Ніккаріт». Виступав за ГПК Гямеенлінна, «Гамільтон Бульдогс» (АХЛ), «Йокеріт» (Гельсінкі), Ак Барс Казань, «Амур».
В чемпіонатах Фінляндії — 439 матчів (130+94), у плей-оф — 68 матчі (26+14).
У складі національної збірної Фінляндії учасник чемпіонату світу 2011 (5 матчів, 0+0). 
Досягнення
- Чемпіон світу (2011)
- Чемпіон Фінляндії (2006), бронзовий призер (2002, 2003, 2005, 2007, 2012).